# Phlebodium aureum
Phlebodium aureum (calahuala, serpiente dorada o helecho palma; sin. Polypodium aureum, Polypodium leucotomos) es un helecho epífito, nativo de las regiones tropical y subtropical de América. Está confinada en el este de los continentes, extendiéndose al norte en EE. UU., Florida, extremo sudeste de Georgia, sur del Mar Caribe (Bahamas, Puerto Rico, Antillas Menores), y norte y este de Sudamérica y Paraguay. 
Es la única especie de Phlebodium en Norteamérica, las otras diez o más especies están confinadas en Sudamérica. Otros nombres comunes son polipodio de las Antillas, polipodio de México, calaguala, kalawalla, samambia o anapsos.

## Descripción
Es un helecho rizomatoso, con rizomas de 8-15 mm de diámetro (raramente de 30 mm), densamente cubierto de escamas pardo-doradas que dan a la especie su nombre. Las frondas son grandes y pinnatífidas (profundamente lobuladas), de 3-13 dm de largo y 1-5 dm. de ancho, con más de 35 pinnas, variando su color desde el verde brillante al verde claro y con márgenes ondulados. Varios soros redondos recorren las pinnas a lo largo de cada lado. Los diminutos esporos se dispersan anemófilamente (por el viento). Las frondas son perennes en áreas lluviosas y son marcescentes o ligeramente caducifolias donde hay estación seca.

## Hábitat
Este helecho es epífito (vive sobre otras plantas sin alimentarse de ellas) y raramente tiene hábitat terrestre. Normalmente coloniza los canopios de selvas tropicales y palmas enanas de bosques subtropicales. Es común en las pluviselvas del Caribe y norte de Sudamérica. Crece en variados hábitats en Florida, tales como charcas y humedales y puede aparentemente tolerar un amplio rango de microclimas. Su crecimiento está restringido por luz por ser intolerante a la falta de luz. Pero altas dosis de radiación lumínica también son críticas para su crecimiento. Su hábito caducifolio le permite invadir áreas relativamente secas.

## Cultivo
Se adapta bien al cultivo y es valioso tanto como planta ornamental como planta medicinal.
Puede cultivarse en invernadero en clima no tropical, si la temperatura nocturna no cae por debajo de los 5 °C. Algunas variedades han sido seleccionadas como planta ornamental, variando el color de fronda desde gris verde a verde plateado o verde azulado, con cristales o con márgenes muy cerosos.

## Uso terapéutico
Su decocción se usa como panacea en la medicina natural de Centroamérica; son tónicos prescritos para multitud de achaques, desde asma a enfermedades cardíacas. Su pariente cercano, el Polypodium vulgare, se usó históricamente en Europa desde el Renacimiento para tratar toses y enfermedades mentales. Su uso como infusión para la sangre comenzó con los Mayas y continúa hasta hoy en la cultura hondureña.
Ha demostrado ser efectivo administrado oralmente como inmunomodulador (selectivamente modula la sobreactividad de las células inmunes)
, antipsoriático, neuroprotector (protege las células cerebrales), supresor de la tos (antitusivo), antiinflamatorio y protector dérmico de luz ultravioleta. Se comercializa desde 1982 en Europa y no hay informes de su toxicidad, aunque puede aumentar los efectos de la digoxina y/u otros fármacos del tipo digoxina en prescripciones de medicinas cardíacas.
Su uso médico abarca el tratamiento de:
- psoriasis y otras afecciones de la piel;
- enfermedad de Alzheimer, demencia y problemas de memoria;[cita requerida]
- tos, bronquitis, enfriamientos y otros problemas respiratorios superiores;
- desórdenes de la autoinmunidad;
- esclerosis múltiple;[cita requerida]
- vitiligo.

Marcas registradas: «Heliocare®» (España). Adicionalmente patentes de EE. UU. para varios procesos de producción de extractos; «Armaya forte», fármaco recetado en España subvencionado por la seguridad social para el tratamiento de la psoriasis y el vitíligo. «JPTró Extract®» Immunity (España). Complemento alimenticio basado en polypodium leucotomos de alta pureza destinado a la mejora del sistema inmunitario.

## Taxonomía
Phlebodium aureum fue descrita por (Carlos Linneo) J.Sm. y publicado en Journal of Botany, being a second series of the Botanical Miscellany 4: 59. 1841.
Sinonimia
- Chrysopteris aurea (L.) Link
- Pleopeltis aurea (L.) C. Presl
- Polypodium aureum L.
- Polypodium leucatomos Poir.[8]

## Investigaciones científicas
1. Cámbar, P. J.; Ponce, E.; Ponce, C.: "Efectos de la Fracción CF4 del Extracto de Polypodium leucotomos Sobre Fibroblastos de Embrión de Rata Cultivados in vitro". 1983 Centro de Investigación y Desarrollo CONRAD — CONADI, Teg., Honduras.
2. Cámbar, P. J., Mendoza, M. V.: "Interacciones de Calaguala (Polypodium leucotomos), Pentobarbital Sódico y Etanol". Presentado en el XXVI Congreso Médico Nacional, febrero de 1983
3. Cámbar, P. J.; Ponce, C, Ponce, E.: "Interacciones Entre Insulina y calaguala" (1984)
4. Cámbar, P. J.; Mendoza M. V.: "Efectos de Calaguala Sobre los Movimientos Pendulares del Yeyuno de Conejo". Revista Revista Médica Hondureña (1984)
5. Cambar, P. J.; Portillo, S. R.; Seaman, I. L; Bulnes, R.; Cardona, V.: "Cambios respiratoriosy broncopulmonares observados en animales que recibieron Polypodium leucotomos". Memoria de la III Semana Científica de la U.N.A.H., pag. 89,1985
6. Efectos cardiovasculares producidos por las fracciones hidro y liposolubles obtenidas del Polydium leucotomos en animales de experimentación (1985)
7. Cámbar, P. J.; Bulnes, R.; Castro, H.; Salgado, T.; Mayan, J.: "Exploración Preliminar Sobre los Efectos Neurofarmacológicos de la Calaguala. UNAH". Revista Médica Hondureña (1985)
8. Cambios respiratorios y broncopulmonares observados en animales que recibieron Polypodium leucotomos (1987)
9. Jose A Gonzalez-Jurado, Francisco Pradas, Edgardo S Molina, Carlos de Teresa.: "Effect of phlebodium decumanum on the immune response induced by training in sedentary university students". J Sports Sci Med. 2011 Jun 1;10(2):315-21. eCollection 2011